# التكافؤ الجوهري
يفترض مفهوم التكافؤ الجوهري (بالإنجليزية: Substantial equivalence)‏ في مجال السلامة الغذائية أن سلامة الاغذية الجديدة وخاصة تلك المعدلة وراثياً يمكن تقييمها مقارنة بالأغذية التقليدية المماثلة والتي أثبتت مع مرور الوقت أنها آمنة للاستخدام الطبيعي، وقد تم صياغة ذلك الافتراض كسياسة للسلامة الغذائية في عام 1993 من قبل منظمة التعاون الاقتصادي والتنمية.
ويعتبر التكافؤ الجوهري هو الخطوة الأولية كجزء من عملية اختبار سلامة الاغذية وتحديد الاختلاف في القيم الغذائية للأغذية الجديدة مقارنة بنظائرها التقليدية حيث يتم تحليل الفوارق بينهما وتقييمها كما يمكن إجراء مزيد من الاختبارات حتى الوصول إلى تقييم نهائي لسلامة الأغذية.
كما يعد التكافؤ الجوهري هو المبدأ الأساسي في تقييم سلامة الأغذية المعدلة وراثياً في عدد من الوكالات المحلية والدولية بما في ذلك وكالة التفتيش الغذائي الكندية، ووزارة الصحة والعمل والتربية في اليابان وإدارة الغذاء والدواء الأمريكية، ومنظمة الامم المتحدة للأغذية والزراعة ( الفاو) وكذلك منظمة الصحة العالمية.

## انظر ايضًا
- التنظيم القانوني للهندسة الوراثية